# Whaddon (Buckinghamshire)
Pour les articles homonymes, voir Whaddon.
Whaddon est une paroisse civile et un village du Buckinghamshire, en Angleterre.